# 173 Ino
173 Ino (mednarodno ime je tudi 173 Ino) je velik in temen asteroid tipa C v glavnem asteroidnem pasu. 

## Odkritje
Asteroid je odkril francoski astronom Alphonse Louis Nicolas Borrelly 1. avgusta 1877 .
Poimenovan je po kraljici Ino iz grške mitologije.

## Lastnosti
Asteroid Ino obkroži Sonce v 4,55 letih. Njegova tirnica ima izsrednost 0,2084, nagnjena pa je za 14,210° proti ekliptiki. Njegov premer je 154,10 km, okoli svoje osi pa se zavrti v 6,163 h . 
Površina asteroida je temna, verjetno vsebuje preproste ogljikove spojine.